# فيليب دلم
فيليب دلم (بالفرنسية: Philippe Delerm)‏‏ (27 نوفمبر 1950 - )؛ كاتب، وروائي، وكاتب مقالات من فرنسا.

## الجوائز
- وسام جوقة الشرف من رتبة فارس
- Prix des libraires [الإنجليزية]‏

## روابط خارجية
- فيليب دلم على موقع ميوزك برينز (الإنجليزية)
- فيليب دلم على موقع ديسكوغز (الإنجليزية)